# Abdulla Aripov

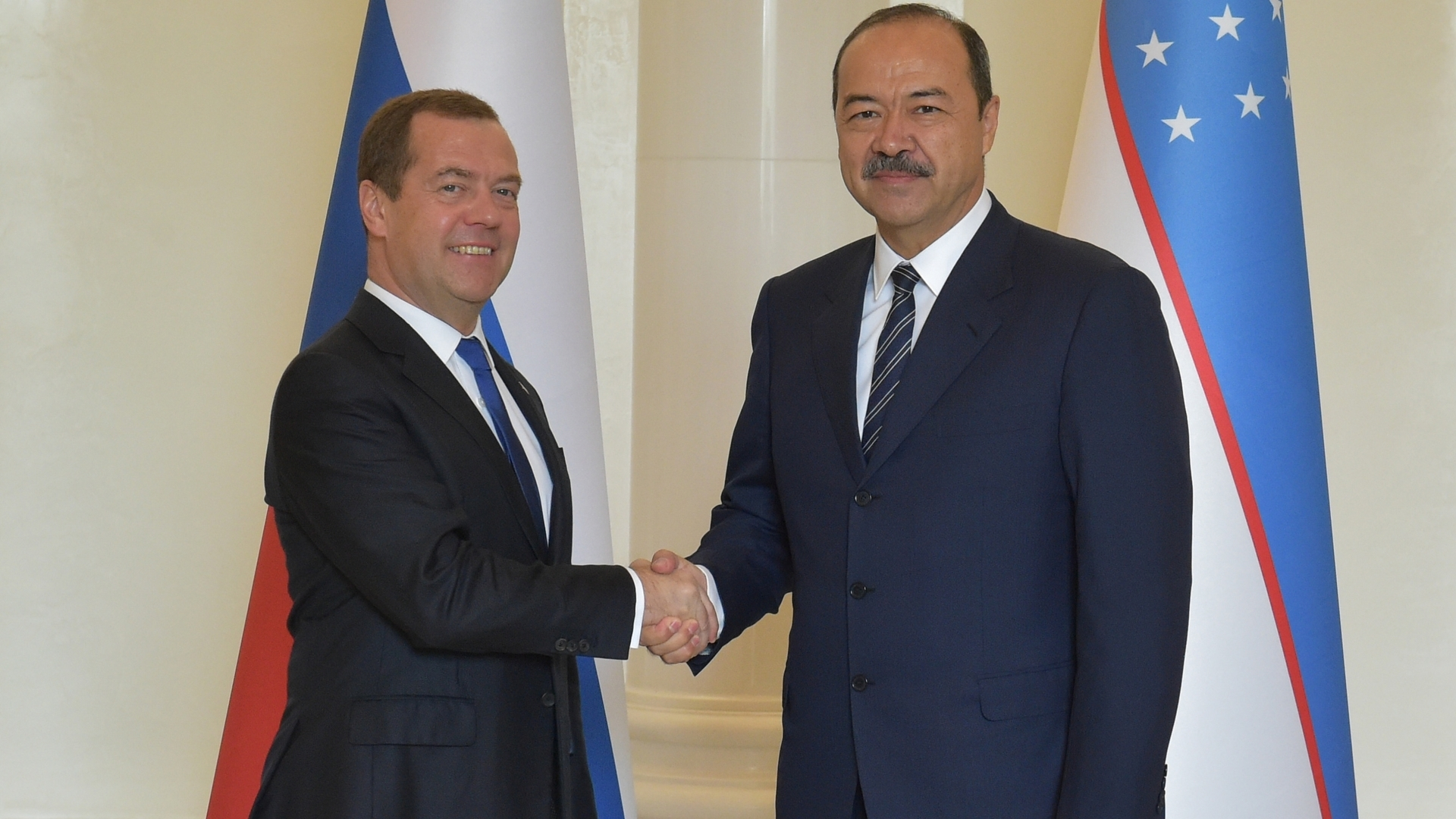
Abdulla Aripov i Dmitrij Miedwiediew, 2 listopada 2017

Abdulla Nigmatovich Aripov (ur. 24 maja 1961 w Taszkencie) – uzbecki polityk i inżynier, wicepremier Uzbekistanu w latach 2002–2012 oraz w 2016, premier Uzbekistanu od 14 grudnia 2016.

## Życiorys
Abdulla Aripov urodził się w 1961 w Taszkencie, gdzie w 1983 ukończył Taszkencki Elektrotechniczny Instytut Komunikacji jako inżynier telekomunikacji. W latach 1983–1992 pracował jako inżynier w taszkenckim przedsiębiorstwie telekomunikacyjnym. Od 1992 do 1993 był specjalistą w Ministerstwie Telekomunikacji. W latach 1993–1995 pełnił funkcję wicedyrektora firmy eksportowo-importowej "Uzimpeksaloqa", a od 1995 do 1996 funkcję dyrektora firmy "TashAfinalAL JV".
W 1995 był szefem departamentu konstrukcji i logistyki w Ministerstwie Telekomunikacji, natomiast od 1995 do 1996 szefem departamentu prywatyzacji i konkurencji. Od 1997 do 2000 był dyrektorem jednej z agend rządowych, zajmujących się wspieraniem krajowej telekomunikacji. Od 2000 do 2002 pełnił funkcję wicedyrektora, a następnie dyrektora Uzbeckiej Agencji Telekomunikacyjnej.
Od maja 2002 do sierpnia 2012 pełnił funkcję wicepremiera ds. informacji i telekomunikacji w rządzie premiera Shavkata Mirziyoyeva. Ponadto, w latach 2005–2009 stał na czele Agencji ds. Telekomunikacji i Informacji.
14 września 2016 premier Mirziyoyev, pełniący również obowiązki szefa państwa po śmierci prezydenta Isloma Karimova, mianował go na stanowisko wicepremiera ds. młodzieży, kultury, informacji i telekomunikacji. 12 grudnia 2016 rządząca Liberalno-Demokratyczna Partia Uzbekistanu mianowała go kandydatem na urząd szefa rządu po tym, jak w wyborach prezydenckich zwyciężył premier Mirziyoev. 14 grudnia 2016 jego kandydatura została zaakceptowana przez parlament.